# Microcebus mamiratra
Microcebus mamiratra — вид мышиных лемуров. Обитает на острове Нуси-Бе в провинции Анциранана на Мадагаскаре, а также на острове Мадагаскар у деревни Манехока. Научное имя, mamiratra, происходит из малагасийского языка и означает «ясный, светлый». Вид родственен другим недавно описанным видам Microcebus sambiranensis и Microcebus tavaratra.
Масса взрослого животного составляет около 60 г, что является средним показателем для мышиных лемуров. Шерсть на спине красновато-коричневая, темнее на хребте. Брюхо белого или кремового цвета. Общая длина составляет от 26 до 28 см, включая хвост длиной 15—17 см.
Классификация этого вида спорна, статус вида был подвергнут сомнению после проведённых исследований митохондриальной ДНК мышиных лемуров. Результаты исследований показали, что, хотя митохондриальная ДНК этого лемура отличается от митохондриальной ДНК Microcebus sambiranensis, их ядерные ДНК идентичны. Вероятно это является следствием филопатрии (стремления вернуться к месту своего рождения) самок. Поскольку самки остаются рядом с местом своего рождения, митохондриальная ДНК, которая наследуется от матери, остаётся неизменной на небольшой площади ареала, тогда как ядерная ДНК неизменна на всём протяжении ареала. По этой причине, авторы исследования отказали Microcebus mamiratra в статусе биологического вида.